# オリンパス PEN-F
オリンパス PEN-F（以下、PEN-F）は、オリンパスが2016年2月に発売したレンズ交換式ミラーレス一眼カメラである。同社「ペン」シリーズの最上位機種として位置づけられている。

## 概要
オリンパスは、1963年に世界初のハーフ判レンズ交換式一眼レフカメラ「オリンパス ペンF」を発売した。ペンFは革新的な機能を備えた一眼レフとして愛好者も多かった。デジタル時代になり、2009年にはミラーレス一眼カメラとしてPEN E-P1が発売され「ペン」は復活し、マイクロフォーサーズシステムが人気を博するきっかけとなった。E-P1に始まるオリンパスの「PEN」シリーズは、ファッショナブルな外観で、「カメラ女子」の象徴的存在となったミラーレス一眼カメラとして人気を博した。
2016年になり、「こだわりの一台」としてペンFの名を継いだPEN-Fが復活した。

## 特徴
- 20メガピクセルの高画素センサー搭載[3]。
- 「PEN」シリーズとしては初のEVF（電子ビューファインダー）を搭載[3][注 1]。
- ダイヤルが多い[3]。